# Sound of a Woman
Sound of a Woman — дебютный студийный альбом канадской певицы Кайзы, вышедший 13 октября 2014 года на лейблах Lokal Legend и Island Records.

## Об альбоме
В феврале 2014 года Кьеза выпустила клип на свой новый сингл «Hideaway» на инди-лейбле Lokal Legend. Idolator посчитал клип уникальным, поскольку он состоит из одного дубля на протяжении всего видео, когда Кьеза идёт и танцует по улицам Бруклина. Джон Джентиле из Rolling Stone назвал этот стиль «впечатляющим». Кайза сообщила Rolling Stone, что ей было трудно снимать клип, в том числе потому, что она сломала ребро прямо перед съёмками и «не могла двигаться целый месяц после этого». Премьера клипа состоялась в эфире радиостанции BBC Radio 1 в сегменте Mac’s Special Delivery Энни Мак. «Hideaway» дебютировал на первом месте в британском чарте синглов UK Singles Chart, опубликованном 26 апреля 2014 года.

## Отзывы
| Совокупная оценка  | Совокупная оценка |
| Источник           | Оценка            |
| ------------------ | ----------------- |
| Metacritic         | 63/100            |
| Оценки критиков    |                   |
| Источник           | Оценка            |
| AllMusic           | [ 9 ]             |
| Clash              | 7/10              |
| Edmonton Journal   | [ 11 ]            |
| Exclaim!           | 7/10              |
| The Guardian       | [ 13 ]            |
| Idolator           | 4/5               |
| The New York Times | positive          |
| NOW Magazine       | [ 16 ]            |
| The Observer       | [ 17 ]            |
| Pitchfork          | 5.2/10            |
| Slant Magazine     | [ 19 ]            |
| Spin               | positive          |

Sound of a Woman получил в целом положительные отзывы от музыкальных критиков. На сайте Metacritic, который присваивает нормализованный рейтинг из 100 баллов рецензиям мейнстримных критиков, альбом получил средний балл 63 на основе двенадцати рецензий, что означает «в целом благоприятные отзывы». Бреннан Карли из Spin' назвал его «одним из самых эластичных альбомов 1990-х, одновременно опоздавшим на 20 лет и абсолютно своевременным» и отметил, что Кайза «демонстрирует проницательность, чтобы проложить для себя дорожку в поп-музыке, по которой, очевидно, никто другой не счёл нужным пройти». Мелоди Лау из Exclaim! посчитала, что альбом делает «важное заявление» на сцене танцевальной музыки и отметила голос Кайзы как «исключительно сильный и разносторонний». Джон Караманика из The New York Times написал, что «хотя [Кайза] не обладает достаточной свободой в голосе, чтобы полностью подражать дивам, на которых она ориентируется, она поёт мощно и с пониманием того, как подавать ноты с ритмической агрессией».
Бьянка Грейси из Idolator описала альбом как «идеальный саундтрек, питающий вашу ностальгию по 90-м». Хизер Фарес из AllMusic написала, что «хотя Sound of a Woman слишком длинный и несфокусированный, в своих лучших проявлениях он является мощным напоминанием о том, насколько весёлым был и остаётся этот звук». Джулия Леконт из NOW Magazine заметила, что «поначалу […] дебютный альбом Кайзы кажется перегруженным […] но в конце концов появляются тонкости и разнообразие», и почувствовала, что «Кайза намного лучше, когда она возвращает свой впечатляющий вокал к маслянистому звучанию». Ларри Фицморис из Pitchfork отметил, что Sound of a Woman «не может зажечь, так как его однородные текстуры смешиваются вместе, лишая эту музыку индивидуальности и эмоций, которые она имеет, когда все сделано правильно», и почувствовал, что песни в альбоме «не дают никаких подсказок о том, кто такая Кайза». Эллиот Грейнер из Mxdwn утверждал, что «лирически [Sound of a Woman] сух, музыкально он высасывает изобретательность своих предшественников, и в целом он звучит как расширенный саундтрек к рекламе Samsung». Сандра Спероунс из Edmonton Journal заключила, что «пока рано говорить о том, окажется ли Кайза в одной куче с бывшими феноменами поп-культуры, но краткие заходы её альбома в R&B […] намекают на гораздо более многообещающее и многомерное будущее 25-летней рыжеволосой певицы».

## Список композиций
| №                   | Название                                    | Автор(ы)                                                             | Продюсеры           | Длительность |
| ------------------- | ------------------------------------------- | -------------------------------------------------------------------- | ------------------- | ------------ |
| 1.                  | «Hideaway»                                  | Kiesa Rae Ellestad Rami Samir Afuni                                  | Afuni               | 4:11         |
| 2.                  | «No Enemiesz»                               | Ellestad Afuni                                                       | Afuni               | 3:17         |
| 3.                  | «Losin' My Mind» (при участии Mick Jenkins) | Ellestad Afuni Jayson Jenkins                                        | Afuni               | 3:51         |
| 4.                  | «So Deep»                                   | Ellestad Afuni                                                       | Afuni               | 4:28         |
| 5.                  | «Vietnam»                                   | Ellestad Afuni Paolo "Shirazi" Prudencio                             | Afuni               | 3:50         |
| 6.                  | «Bad Thing» (при участии Joey Badass)       | Ellestad Afuni Carlos St John Jo-Vaughn Scott Corey «Latif» Williams | Afuni               | 3:31         |
| 7.                  | «What Is Love»                              | Dieter Lünstedt Karin Hartmann-Eisenblätter                          | Afuni               | 3:08         |
| 8.                  | «Sound of a Woman»                          | Ellestad Afuni                                                       | Afuni               | 3:46         |
| 9.                  | «The Love»                                  | Ellestad Afuni Prudencio St. John                                    | Afuni               | 3:57         |
| 10.                 | «Piano»                                     | Ellestad Afuni St. John                                              | Afuni               | 4:28         |
| 11.                 | «Giant in My Heart»                         | Ellestad Afuni                                                       | Afuni               | 4:29         |
| 12.                 | «Over Myself»                               | Ellestad Simen Eriksrud Espen Berg                                   | Simen & Espen       | 3:32         |
| 13.                 | «Cut Me Loose»                              | Ellestad Jordan Orvosh                                               | Orvosh              | 3:53         |
| Общая длительность: | Общая длительность:                         | Общая длительность:                                                  | Общая длительность: | 50:21        |

| №                   | Название                      | Автор(ы)            | Длительность |
| ------------------- | ----------------------------- | ------------------- | ------------ |
| 14.                 | «Hideaway» (acoustic version) | Ellestad Afuni      | 3:14         |
| Общая длительность: | Общая длительность:           | Общая длительность: | 53:35        |

| №                   | Название                                                          | Автор(ы)                                 | Длительность |
| ------------------- | ----------------------------------------------------------------- | ---------------------------------------- | ------------ |
| 14.                 | «Hideaway» (акустическая версия)                                  | Ellestad Afuni                           | 3:16         |
| 15.                 | «Take Me to Church» (Hozier cover)                                | Hozier                                   | 4:43         |
| 16.                 | «Prayer in C» (Lilly Wood and the Prick cover) (BBC live version) | Benjamin Cotto Nili Hadida               | 3:55         |
| 17.                 | «Take Ü There» (Jack Ü при участии Кайзы)                         | Ellestad Sonny Moore Thomas Wesley Pentz | 3:30         |
| 18.                 | «Hideaway» (video)                                                |                                          | 4:36         |
| 19.                 | «Giant in My Heart» (video)                                       |                                          | 4:37         |
| Общая длительность: | Общая длительность:                                               | Общая длительность:                      | 73:36        |

## Чарты

### Еженедельные чарты
| Чарт (2014)                             | Высшая позиция |
| --------------------------------------- | -------------- |
| Австрия (Ö3 Austria)                    | 18             |
| Бельгия/Фландрия (Ultratop)             | 19             |
| Бельгия/Валлония (Ultratop)             | 33             |
| Канада (Canadian Albums Chart)          | 14             |
| Нидерланды (Album Top 100)              | 66             |
| Франция (SNEP)                          | 160            |
| Германия (Offizielle Top 100)           | 10             |
| Италия (FIMI)                           | 28             |
| Швейцария (Schweizer Hitparade)         | 14             |
| Великобритания (UK Albums Chart)        | 40             |
| США Billboard 200                       | 42             |
| США (Billboard Dance/Electronic Albums) | 1              |